# 앙코르 톰
앙코르 톰(អង្គរធំ, Angkor Thom)은 옛 캄보디아 씨엠립에 있는 크메르 제국의 마지막 수도 유물군이다. 12세기 후반에 자야바르만 7세에 의해 건립되었다.
캄보디아 톤레사프호(湖) 북방에 있는 앙코르문화의 유적이다. 앙코르는 왕도(王都)를 톰은 큰(大)이라는 뜻을 나타내므로 앙코르톰은 '대왕도'라는 뜻이다. 현존하는 유구(遺構)는 자야바르만 7세가 왕국의 수도로서 1200년경에 조영(造營)한 것이다. 1변 3km인 성벽의 정사각형으로 주위를 둘러싸고, 중앙에는 세계의 중심으로 보이게 한 바이온묘(廟)가 높이 솟고, 그 동서남북으로 2추축대로(樞軸大路)가 도시를 4분하며 2추축이 성벽과 만나는 곳에 왕도의 문이 4개, 왕궁에서 동으로 뻗은 대로 위에 1개, 모두 5개의 문이 있다. 이 5개의 문은 앞면에 돌의 커다란 뱀을 껴안은 거인상(巨人像)의 열(列)을 난간으로 한 육교를 끼고 있으며, 문 자체는 거대한 4면의 얼굴을 한 탑문으로 되어 있다. 육교의 양측에는 7개의 머리를 가진 큰 뱀의 몸으로 줄다리기를 하는 54체의 거상(巨像)이 늘어서 있고 신들의 줄과 아수라(阿修羅)의 줄이 서로 마주보고 있다. 성문의 높이는 23m이고, 윗부분 4면의 보살의 얼굴이 연꽃 왕관을 쓰고 사방을 노려보고 있다. 바이온사원은 수미산을 상징화한 것이고 성벽은 히말라야 영봉을, 환호는 대양(大洋)을 의미하며, 이것들은 왕권의 신격화와 결부된 크메르적 우주관에 기초한 것이다. 바이온사원, 파괴된 왕궁, 그곳에 있는 천상의 궁전 파미아나카스사원이 있고, 개선한 군단이 지나가는 승리의 문(성문의 하나)이 있다. 이 밖에 불교사원 프리아파리라이, 절, 테프프라남, 10세기 말에서 12세기 초에 걸쳐서 건립된 사원과 사당 등이 있다. 특히 이 유적의 중심부에 이 중심부에 있는 바이온묘는, 그보다 반세기 정도 앞서 세워진 앙코르 와트와 함께 앙코르문화의 쌍벽을 이룬다.

## 개요
앙코르 톰은 9 km2면적을 차지하고 있으며, 자야바르만과 그 후대의 왕에 의해 건설된 여러 유적군들이 자리를 잡고 있다. 앙코르 톰의 중심에는 자야바르만의 상이 있는 바이욘 사원이 있고, 그 위쪽으로 빅토리 광장 주변으로 주요 유적군이 자리잡고 있다. 주위의 유적군과 함께 세계유산으로 등록되어 있다.
앙코르는 고대 인도의 산스크리트어로 '도시'라는 의미이다. 또한 톰은 크메르어로 '크다'를 의미한다. 앙코르 톰은 주변 3km의 수로와 라테라이트로 만들어진 8m 높이의 성벽에 둘러 쌓여있다. 외부에는 남대문, 북대문, 서대문, 사자의 문 그리고 승리의 문 다섯개의 문으로 연결되어 있다. 각 성문은 탑이 되고 있고, 동서남북 사방에는 관세음보살이 조각되어 있다. 또 문으로부터 수로를 연결하는 다리의 난간에는 나가의 상이 조각되어 있고, 이 나가를 당기는 아수라와 기타 신상들이 조각되어 있다.
앙코르 톰의 중앙에는 바이욘 사원이 있고, 그 주변으로 코끼리 테라스, 문둥왕의 테라스, 프레아 피토우 등의 유적이 남아 있다.